# Fernanda Barroso
Maria Fernanda de Sousa Barroso (1945 - 13 de Junho de 2006) foi uma engenheira técnica química portuguesa. Ocupou vários postos de destaque no Partido Comunista Português, tendo sido companheira de Álvaro Cunhal durante mais de duas décadas.

## Biografia
Frequentou o Instituto Industrial de Lisboa, tendo feito parte dos movimentos estudantis de 1971 e 1972, e sido delegada dos estudantes nocturnos, na organização da Região Geral de Alunos.
Durante as eleições de 1973, esteve integrada na Comissão Democrática Eleitoral, tendo igualmente feito parte do movimento católico antifascista. Após a Revolução de 25 de Abril de 1974, foi eleita para a Comissão Directiva Provisória do Instituto Industrial de Lisboa, e esteve integrada na Comissão de Trabalhadores do Laboratório Nacional de Engenharia Civil, onde fez parte do secretariado da célula do Partido Comunista Português. Tornou-se membro do mesmo partido em 1974, onde assumiu o posto de funcionária no ano ano seguinte. Em 1979 tornou-se membro parte da Direcção da Organização Regional de Lisboa, e nesse ano também passou a integrar o comité central do partido, posição que manteve até 1996. Esteve igualmente à frente do sector de Telecomunicações e pela Organização dos Trabalhadores da Função Pública da Organização Regional de Lisboa, do mesmo partido. Foi a segunda companheira de Álvaro Cunhal, após Isaura Moreira, tendo estado com o dirigente comunista durante mais de 25 anos, até ao seu falecimento em 2005.
O seu emprego principal foi de engenheira técnica química.
Faleceu em 13 de Junho de 2006, aos 61 anos de idade, tendo sido enterrada no Cemitério do Alto de São João.